# Qualificazioni alla Coppa delle nazioni africane 2021 - Gruppo D

## Classifica
| Squadra      | Pt | G | V | N | P | GF | GS | DR |
| ------------ | -- | - | - | - | - | -- | -- | -- |
| Gambia       | 10 | 6 | 3 | 1 | 2 | 9  | 7  | +2 |
| Gabon        | 10 | 6 | 3 | 1 | 2 | 8  | 6  | +2 |
| RD del Congo | 9  | 6 | 2 | 3 | 1 | 4  | 5  | -1 |
| Angola       | 4  | 6 | 1 | 1 | 4 | 4  | 7  | -3 |

## Risultati

### 1ª giornata
| Arbitro: | Koto |

|            |           |                            |
| Eduardo 3’ | Marcatori | 16’, 17’ Ceesay 89’ Marreh |

| Kinshasa 14 novembre 2019, ore 20:00 UTC+1 | RD del Congo | 0 – 0 referto | Gabon | Stade des Martyrs\| Arbitro: \| Hagi \| |
| Arbitro:                                   | Hagi         |               |       |                                         |

### 2ª giornata
| Arbitro: | Camille |

|                           |           |          |
| Boupendza 27’ Bouanga 45’ | Marcatori | 84’ Yano |

| Arbitro: | Matemera |

|                      |           |                          |
| Danso 52’ Jobe 90+2’ | Marcatori | 45+3’ Bakambu 75’ Muleka |

### 3ª giornata
| Arbitro: | Attiogbe |

|                           |           |          |
| Bouanga 7’ Aubameyang 55’ | Marcatori | 81’ Jobe |

| Kinshasa 14 novembre 2020, ore 20:00 UTC+1 | RD del Congo | 0 – 0 referto | Angola | Stade des Martyrs\| Arbitro: \| Selmi \| |
| Arbitro:                                   | Selmi        |               |        |                                          |

### 4ª giornata
| Arbitro: | Ndabihawenimana |

|                               |           |           |
| Mo. Barrow 49’ Mu. Barrow 79’ | Marcatori | 89’ Manga |

| Arbitro: | Gomes |

|  |           |            |
|  | Marcatori | 64’ Kebano |

### 5ª giornata
| Arbitro: | Sikazwe |

|                                          |           |  |
| Boupendza 44’ Bouanga 72’ Aubameyang 86’ | Marcatori |  |

| Arbitro: | Ligali |

|            |           |  |
| Ceesay 62’ | Marcatori |  |

### 6ª giornata
| Arbitro: | Omar |

|                      |           |  |
| Kasengu Kazadi 45+2’ | Marcatori |  |

| Arbitro: | Grisha |

|                      |           |  |
| Show 63’ Augusto 69’ | Marcatori |  |